# Bezziomyiobia nigripes
Bezziomyiobia nigripes là một loài ruồi trong họ Tachinidae.